# Метризовний простір
Метризовний простір — топологічний простір, що є гомеоморфним деякому метричному простору. Інакше кажучи, простір, топологія якого породжується деякою метрикою.  Якщо така метрика існує, то вона не є єдиною за винятком тривіальних випадків: коли простір є порожнім або складається лише з однієї точки. Наприклад, топологія кожного метризовного простору породжується деякою обмеженою метрикою.

## Необхідні умови метризовності
- У метризовних просторах виконуються сильні аксіоми віддільності: такі простори є нормальними і навіть колективно нормальними.
- Усі метризовні простори є паракомпактними.
- Всі метризовні простори задовольняють першу аксіому зліченності.

## Достатня умова метризовності
Теорема Урисона. Усі гаусдорфові нормальні простори (і, більш загально, гаусдорфові регулярні простори) зі зліченною базою є метризовними.

## Еквівалентні умови метризовності
- Простір є метризовним в тому і тільки в тому випадку, коли він є колективно нормальним і має зліченну множину відкритих покриттів, що подрібнюються;
- Критерій Стоуна — Архангельського: простір є метризовним у тому і тільки в тому випадку, коли він має зліченну фундаментальну множину відкритих покриттів і задовольняє {\displaystyle T_{1}}-аксіому віддільності. Множина відкритих покриттів простору {\displaystyle X} називається фундаментальною, якщо для кожної точки {\displaystyle x\in X} і кожного її околу {\displaystyle U_{x}} існує покриття {\displaystyle {\mathcal {P}}} і окіл {\displaystyle O_{x}} точки {\displaystyle x} такі, що кожен елемент покриття {\displaystyle {\mathcal {P}}}, що перетинається з {\displaystyle O_{x}}, міститься в {\displaystyle U_{x}}.

На іншій важливій концепції — локальній скінченності, засновані інші загальні критерії.
- Критерій Нагати — Смирнова: простір {\displaystyle X} є метризовним в тому і тільки в тому випадку, якщо він є регулярним і має базу, що розпадається на зліченну множину локально скінченних сімей множин.
- Критерій Бінга є аналогічним але в ньому замість локально скінченних сімей розглядають дискретні сім'ї множин.

Зручні варіанти наведених вище основних критеріїв метризовності пов'язані з поняттями рівномірної бази і регулярної бази. База {\displaystyle {\mathcal {B}}} простору {\displaystyle X} називається регулярною (рівномірною), якщо для будь-якої точки {\displaystyle x\in X} і будь-якого її околу {\displaystyle O_{x}} існує окіл {\displaystyle U_{x}} цієї точки такий, що кількість елементів бази {\displaystyle {\mathcal {B}}}, які перетинають одночасно {\displaystyle U_{x}} і доповнення до {\displaystyle O_{x}}, є скінченною (відповідно, якщо множина елементів {\displaystyle \Omega \in {\mathcal {B}}} таких що {\displaystyle \Omega \ni x}, {\displaystyle \Omega \not \subset O_{x}} є скінченною).
- Простір {\displaystyle X} є метризовним тоді і тільки тоді, коли він є колективно нормальним і має рівномірну базу.
- Для метризовності {\displaystyle T_{1}}-простору необхідно і достатньо, щоб він мав регулярну базу.

- По теоремі Ковальського, зліченний степінь їжака колючості {\displaystyle {\mathfrak {m}}} (при {\displaystyle {\mathfrak {m}}\geqslant \aleph _{0}}) є універсальним простором для всіх метризовних просторів ваги {\displaystyle {\mathfrak {m}}}. Таким чином, простір є метризовним тоді і тільки тоді, коли він є гомеоморфним підпростору зліченного степеня їжака деякої колючості {\displaystyle {\mathfrak {m}}}. [1]

## Окремі випадки
Для деяких спеціальних класів просторів критерії метризовності є простішими.
Так, для метризовності компактного простору {\displaystyle X} необхідно і достатньо виконання одної із умов:
- {\displaystyle X} має зліченну базою;
- {\displaystyle X} має точково-зліченну базою;

Для метризовності простору топологічної групи необхідно і достатньо, щоб в останньому виконувалася перша аксіома зліченності і аксіома віддільності {\displaystyle T_{0}}; також тоді простір є метризовним інваріантною метрикою (наприклад, по відношенню до множення зліва).
Простір {\displaystyle C(X,M)} із хемікомпактного простору {\displaystyle X} у метризовний простір {\displaystyle M} із компактно-відкритою топологією є метризовним.

## Повні і неповні метрики
Не всі метризовні простори можна метризувати повною метрикою; прикладом метризовного простору на якому це неможливо є простір раціональних чисел.
Простір є метризовним повною метрикою в тому і тільки в тому випадку, якщо він є метризовним і повно за Чехом, тобто є множиною типу Gδ в деякому компакті, що його містить.
Важливою топологічною властивістю просторів, що метризуються повною метрикою, є властивість Бера: перетин будь-якої зліченної сім'ї усюди щільних відкритих множин є всюди щільною множиною.

## Варіації і узагальнення
До метризовних просторів найбільш близькі за властивостями морівські простори — цілком регулярні простори, що мають зліченну множину відкритих покриттів, що подрібнюються і мереживні простори.
Широкий спектр узагальнень поняття метризовності простору одержується послабленням аксіом метрики і розглядом породжених такими «метриками» топологій. Таким прикладом є симетризовні простори, які одержуються відмовою від аксіоми нерівності трикутника. У цю схему вкладаються і морівські простори.
Інші важливі узагальнення поняття метризовності пов'язані з розглядом «метрик» зі значеннями в напівполі та інших алгебричних структурах.